# José Carlos Aguilar
José Carlos Aguilar (Guamúchil, 1945) es un poeta mexicano especializado en el haikú.

## Biografía
Nació en Guamúchil, Sinaloa, en 1945. Completó sus estudios de nivel superior y se recibió como ingeniero mecánico electricista. Es miembro del taller literario de Jesús Ramón Ibarra en el Instituto Sinaloense de Cultura (ISIC). En 2019 impartió un taller 
de creación de Haiku en el Instituto Municipal de Cultura, Turismo y Arte de Mazatlán.
Ha publicado dos libros de poesía: El acento en la flor. Cien haikus (2013), y El nítido azul - The clear blue (2013). Su obra se especializa en el haikú, la breve forma poética de origen japonés.

## Publicaciones seleccionadas

### Poesía
- Hernández Aguilar, José Carlos; Aragón Okamura, Rosi (2013). El acento en la flor: cien haikus (1. edición). Hermosillo, Sonora: Inst. Sonorense de Cultura. ISBN 9786077756583.
- Aguilar Montoya, José Carlos (2013). El nítido azul - The clear blue. José Carlos Aguilar Montoya. ISBN 9786070070273.